# Mes premiers J'aime lire
Mes premiers J'aime lire est une revue pour enfants de 4 à 7 ans créée par le plateau lecture de l'entreprise Bayard.
Il contient de petites histoires illustrées accompagnées d'un fichier Audio afin d'aider les enfants ne sachant pas lire (ou ayant un bas niveau). On y retrouve également de petites bandes dessinées, comme Les petits mots de Zoé ou encore des Anatole Latuile de quelques cases seulement.